# Nuliodon fishburni
Nuliodon fishburni là một loài nhện trong họ Miturgidae. Chúng được miêu tả năm 2009 bởi Raven.